# Noble Automotive
Noble Automotive Ltd. ist eine britische Sportwagen-Manufaktur mit Sitz in Leicester. Gegründet wurde Noble im Jahre 1999 von Lee Noble, der sich zum Ziel gemacht hat, leichte Mittelmotor-Sportwagen zu produzieren, die ohne Fahrhilfen wie z. B. ESP auskommen.

## Noble M12

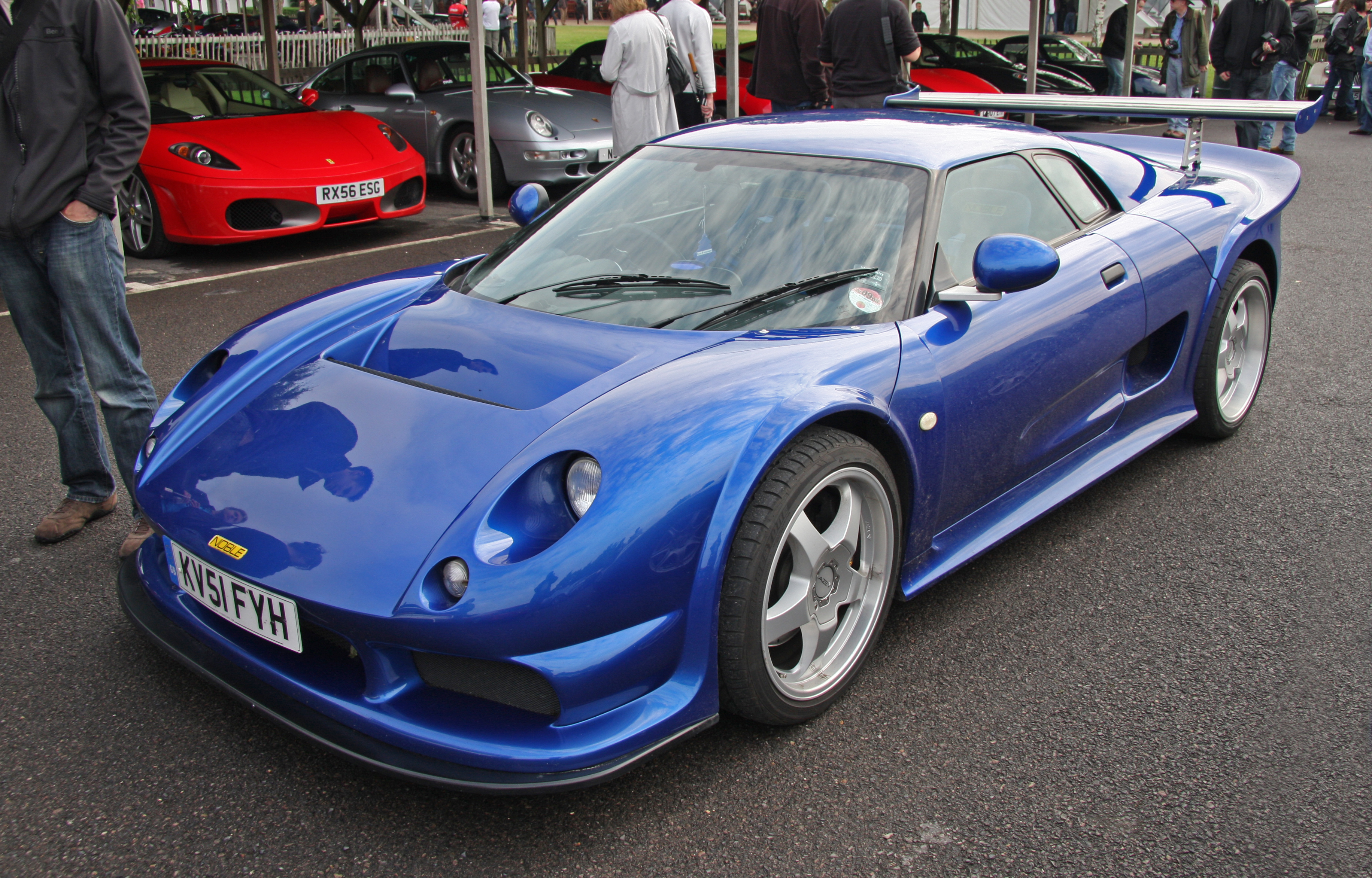
Noble M12 GTO

Der M12 war das erste Modell von Noble, das in größerer Stückzahl produziert wurde. Das zweisitzige Coupé wurde von 2000 bis 2005 in vier verschiedenen Versionen gebaut.

### GTO
Der Noble M12 GTO war die erste Version, die ab 2000 erhältlich war. Er hatte ein Leergewicht von 1050 kg und wurde von einem 228 kW (310 PS) leistenden 2,5-Liter-Duratec-V6-24V-Aggregat von Ford angetrieben.

### GTO-3
Ab 2003 wurde der 2,5-Liter-Motor durch einen 3-Liter-V6-Motor, der ebenfalls von Ford kam, ersetzt.
Durch den neuen Motor stieg die Leistung um 34 kW auf 262 kW (356 PS). Das Gewicht von 1050 kg konnte beibehalten werden.

### GTO-3R
Im Gegensatz zum GTO-3 ist der GTO-3R etwas besser ausgestattet (z. B. 6-Ganggetriebe, Sperrdifferential, bessere Geräuschdämmung, Leder-Interieur), wodurch das Leergewicht auf 1080 kg ansteigt. Die Motorleistung blieb bei 262 kW (356 PS). Der Noble M12 GTO-3R beschleunigt von 0 auf 100 km/h in 3,8 Sekunden und erreicht eine Höchstgeschwindigkeit von rund 275 km/h.

### M400
Der M400 stellt die sportlichste Variante dar. Das Auto ist gewichtsoptimiert und die Leistung wurde noch einmal gesteigert. Einer Leistung von 312 kW (425 PS) steht ein Gewicht von 1060 kg gegenüber, was den M400 in 3,5 Sekunden von 0 auf 100 km/h beschleunigt.

## Noble M15

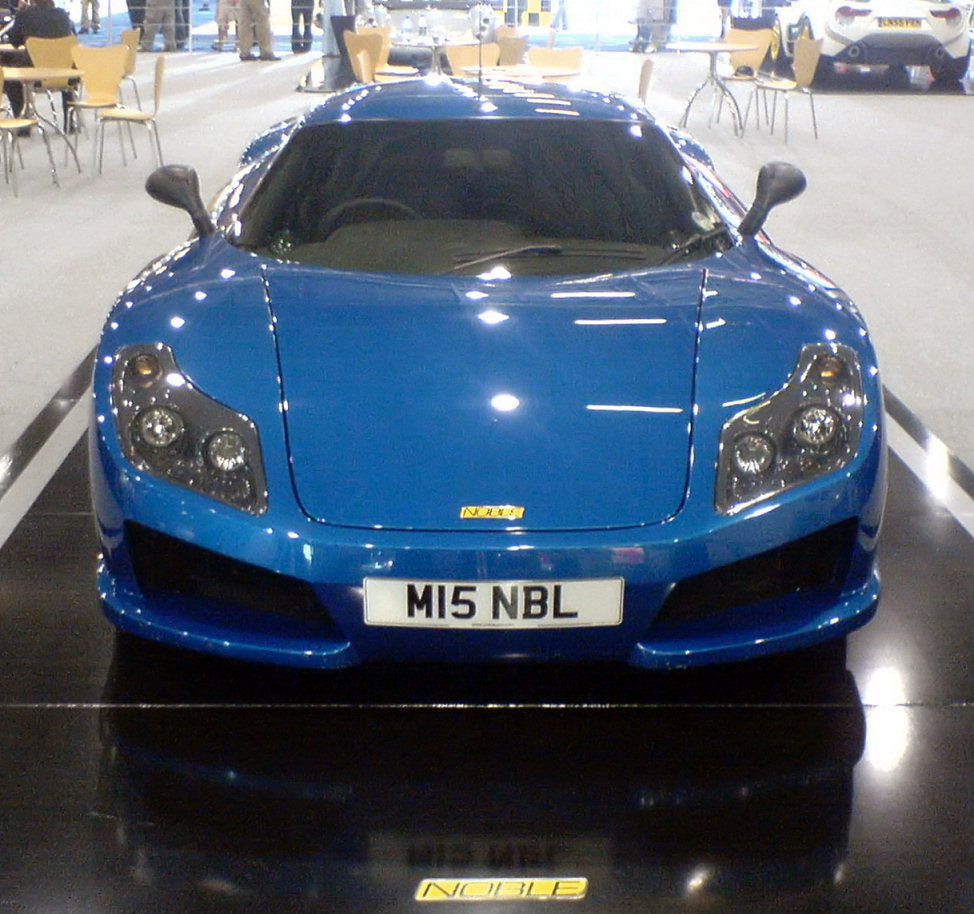
Noble M15

Der Noble M15 wurde seit Anfang 2006 gebaut. Angetrieben wird der 1250 kg schwere Wagen von einem 3,0-Liter-Duratec-V6-Motor, der mit Hilfe zweier Turbolader nebst Ladeluftkühler 335 kW (455 PS) entwickelt. Das maximale Drehmoment beträgt 617 Nm. Nach Herstellerangaben beschleunigt der Wagen von 0 auf 100 km/h in rund 3,5 Sekunden, die Höchstgeschwindigkeit liegt bei 298 km/h. Der Grundpreis für das Auto beträgt 75.000 £, in etwa 102.000 € (Wechselkurs Feb. 2015).
Verglichen mit den Vorgängermodellen soll der M15 zivilisierter und alltagstauglicher sein. Kantige Spoiler und Rennoptik verschwinden zu Gunsten von komfortablerer Ausstattung mit Klimaanlage, Navigationssystem und einem größeren Kofferraum.

## Noble M600

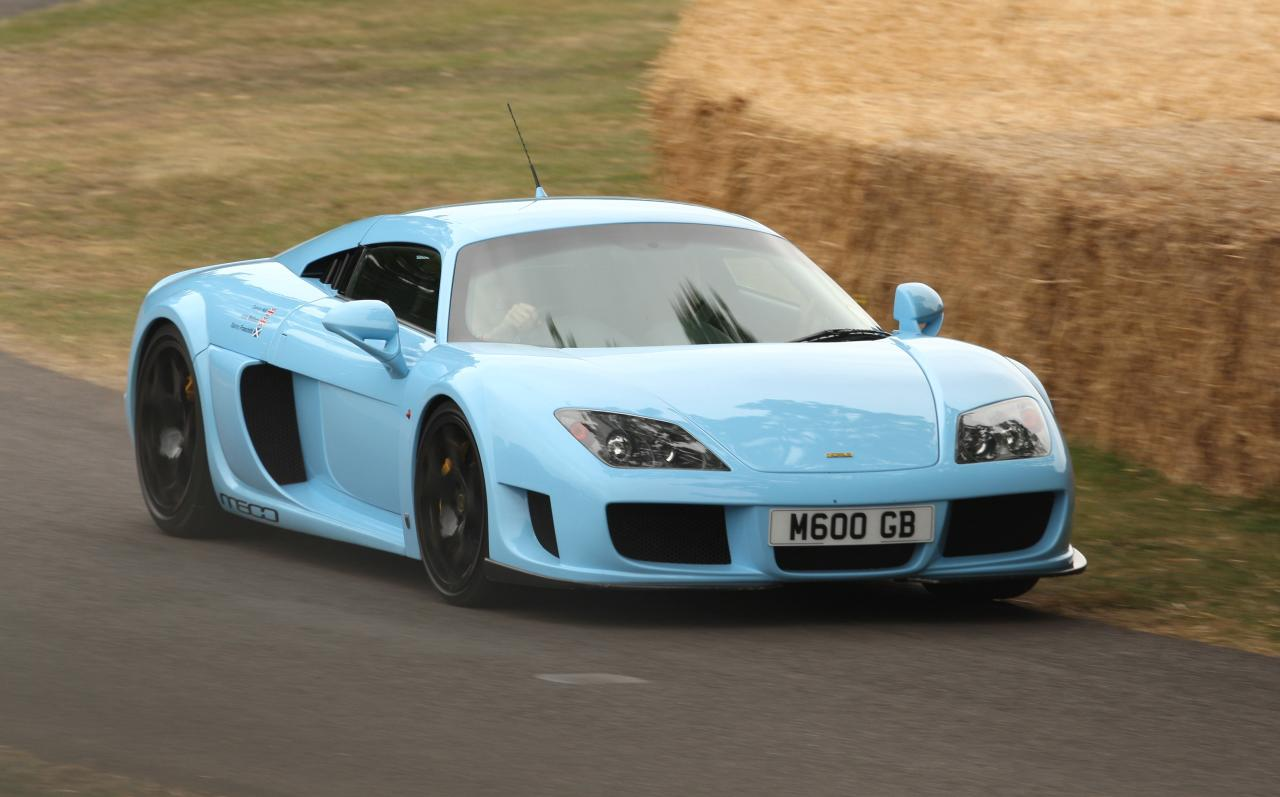
Noble M600

Der Noble M600 wurde im Jahr 2009 vorgestellt und verfügt weder über ABS noch Airbags. Im Fokus stehen präzises Handling und Leistung ohne Computerunterstützung. Die Karosserie besteht aus kohlenstofffaserverstärktem Kunststoff, der 4,4-Liter-Twin-Turbo-V8-Motor wird von Yamaha zugeliefert. Er leistet 669 PS (492 kW) und ermöglicht eine Beschleunigung von 0 auf 100 km/h von 3,5 Sekunden und eine Höchstgeschwindigkeit von 362 km/h. Die jährliche Produktion umfasst 50 Fahrzeuge.

## Noble M500
Im Januar 2022 wurde der Noble M500 vorgestellt. Angetrieben wird er vom aus dem Ford GT bekannten 3,5-Liter-V6-Motor von Ford, der im M500 bis zu 550 PS (405 kW) leistet.